# Смотровая башня (Марковилла)
Смотровая башня в Марковилле — башня на окраине Выборга, построенная в начале XX века по проекту военного инженера Л. В. Глушкова. Смотровая башня в микрорайоне Кировские дачи, использовавшаяся в качестве водонапорной для здания учительской семинарии, включена в перечень памятников архитектуры.

## История
К началу XX века для Марковиллы, как и других пригородов Выборга, была характерна малоэтажная деревянная застройка. Первым значительным каменным сооружением в этом предместье стала «Выборгская учительская семинария в память 300-летия благополучного царствования Дома Романовых», построенная по проекту инженер-полковника Главного военно-технического управления русской императорской армии Леонида Викторовича Глушкова в 1913-14 годах. В новый комплекс построек Марковиллы вошла и башня, призванная обеспечить необходимый напор воды для четырёхэтажной семинарии, а также обзор вида на Выборгский замок и окрестности.
Бетонная смотровая вышка на опорах, оригинальная по архитектурным формам, возведена на высокой гранитной скале. Если фасады здания семинарии решены в русском стиле, то для оформления фасада водонапорной башни использованы приёмы неороманской архитектуры. Постройка с зубцами на вершине была украшена скульптурным орнаментом и аркатурными поясками, имитирующими машикули. Башня двухъярусная, имеющая в плане круглую форму. На обзорную площадку верхнего яруса ведёт винтовая лестница.
В ходе восстановления Выборга после советско-финских войн (1939—1944) система городского водоснабжения изменилась, и смотровая вышка в Марковилле утратила функции водонапорной башни, аналогично инженерным сооружениям на горе Папуле и на Батарейной горе. В связи с тем, что учреждениями Министерства обороны, размещавшимися до конца XX века в помещениях бывшей учительской семинарии, башня не использовалась и не охранялась, были утрачены многие архитектурные детали, в том числе высокая конусовидная крыша и все деревянные конструкции, а внутренние помещения пришли в неудовлетворительное состояние.